# Cymbaria linearifolia
Cymbaria linearifolia là loài thực vật có hoa thuộc họ Cỏ chổi. Loài này được K.S.Hao mô tả khoa học đầu tiên năm 1934.